# بروسيا (منطقة)
بروسيا (بالألمانية: Preußen ، باللغة البولندية: Prusy) هي منطقة تاريخية في شمال شرق أوروبا الوسطى. اشتق اسمها من إحدى الشعوب القديمة الأصلية، البروسيون ، من أصل بلطيقي، الذين كانوا يعيشون على الساحل الجنوبي الشرقي لبحر البلطيق بين مصبات نهري فيستولا ونيمان في القرن الثالث عشر. تم غزو المنطقة واستعمارها من قبل فرسان النظام التيوتوني الألمان بهدف تنصير المنطقة.
بعد إبرام معاهدة ثورن في عام 1466 ، تمت إضافة أراضي بوميرانيا الشرقية («بوميريليا») إلى الغرب من فيستولا، والتي عادت إلى مملكة بولندا وتم تصنيفها تحت تسمية بروسيا الملكية. الأجزاء المتبقية تتوافق مع أراضي دوقية بروسيا ، وهي منطقة فرسان التيوتون السابقة التي أصبحت علمانية في عام 1525. تم لم شمل غرب وشرق بروسيا لاحقا أيضًا تحت مملكة بروسيا الألمانية. بعد الحرب العالمية الثانية ومؤتمر بوتسدام في عام 1945 ، تم التنازل عن معظم المقاطعات السابقة لبروسيا الشرقية وبروسيا الغربية. إلى بولندا. أصبح الجزء الشمالي من شرق بروسيا إقليم كالينينغراد ، وهو جيب لروسيا.
لا ينبغي الخلط بين المنطقة ومملكة بروسيا التي كانت عاصمتها في برلين.

## الجغرافيا
تمتد المنطقة الجغرافية على طول ساحل بحر البلطيق بين مصب نهر فيستولا وفم نهر نيمان. وهي تشمل المناظر الطبيعية لمناطق إرميلاند (فارميا) ، مازوريا وسامبيا بالإضافة إلى بلاد شيمنو الخصبة في الجنوب الغربي.
على ساحل بحر البلطيق، بحيرة فيستولا، مفصولة عن خليج غدانسك بواسطة شبه جزيرة فيستولا ، وبرزخ قورش جزء من لسان رملي. إلى جانب فيستولا ونيمان، الأنهار الرئيسية هي بريغوليا ، والا ، وأنجرابا ، ودايما. في أقصى شرق المنطقة، تقع بحيرة فيشتيتيس على الحدود مع ليتوانيا. يتميز جنوب البلاد بالمساحة الواسعة لبحيرات مازوريا. إلى الغرب، تمتد شبه جزيرة سامبيا باتجاه بحر البلطيق.
تم تحديد الحد الشرقي لبروسيا من خلال معاهدة ميلنو المبرمة بين النظام التيوتوني ودوقية ليتوانيا الكبرى عام 1422. اليوم، ليتوانيا الصغرى شمال نهر نيمان، منطقة ميمللاند السابقة، تنتمي إلى جمهورية ليتوانيا. إلى الغرب، تقتصر بروسيا على بوميرانيا الشرقية (بوميريليا) الممتدة فوق غابة طوخلا وكاشوبيا إلى حدود دوقية بوميرانيا على طول نهر زيبا ، كملكية بروسية في 1466.
كانت العاصمة التاريخية للدولة التوتيونية في قلعة ماريانبورغ. من بين المدن الرئيسية في هذه المنطقة كانت: كونيغسبرج (الآن كالينينغراد) ، أولشتين ، برانييفو ، إلبلوغ ، فرومبورك ، غروجونتس ، غوسيف ، تشيرنياخوفسك ، كويدزين ، كلايبيدا ، موراغ ، أوليكو ، سوفيتسك وتورون. تمت إضافة مدينة دانزيغ (غدانسك) في بوميريليا لاحقًا.

## التاريخ

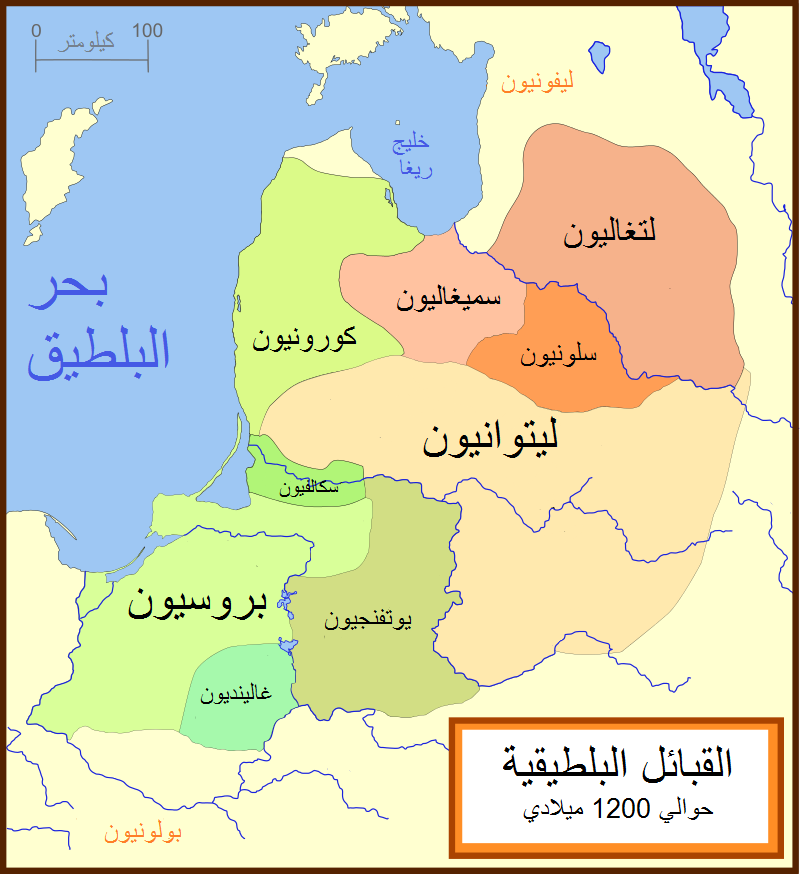
القبائل البلطيقية حوالي 1200 م

حتى العصور الوسطى الوسطى، كانت قبائل بحر البلطيق البروسية تسكن المنطقة، والتي ذكرت لأول مرة من قبل الجغرافي البافاري في القرن التاسع. بعد بضع سنوات، أبحر التاجر ولفستان إلى المركز التجاري في تروسو (اليوم إلبلوغ). الاسم الخام، موثق أيضًا في المستند التاريخي داغومي يودكس للدوق البولندي ميشكو الأول. حوالي 350 ق.م، قام الرحالة اليوناني بيثياس بتعيين المنطقة باسم منتينومون وأعطى سكانها اسم الغوطونس، الذي اشتق منه بعد ذلك مصطلح القوط.

### وصول الفايكنج
بدأ الفايكنج في اختراق أوروبا الشرقية حوالي القرنين السابع والثامن وتبادلوا التجارة مع البروسيين. أهم مدن أسواق هذه التجارة هي قريتا تروسو وكاوب، حيث استقر عدد من الاسكندنافيين. احتلت تروسو أيضًا موقعًا مركزيًا تجاريا هاما على طرق التجارة الشرقية عبر بحر البلطيق.
في نهاية هذه الفترة في القرن الحادي عشر، قام الملوك الدنماركيون هارالد بلوتوث وكنوت العظيم العديد من الحملات ضد البروسيين مما أدى إلى تدمير العديد من القرى في بروسيا، بما في ذلك تدمير تروسو وكاوب. ومع ذلك، لقد فشلوا في إنشاء مستوطنات في المنطقة.

### غزو الفرسان الجرمان والتنصير

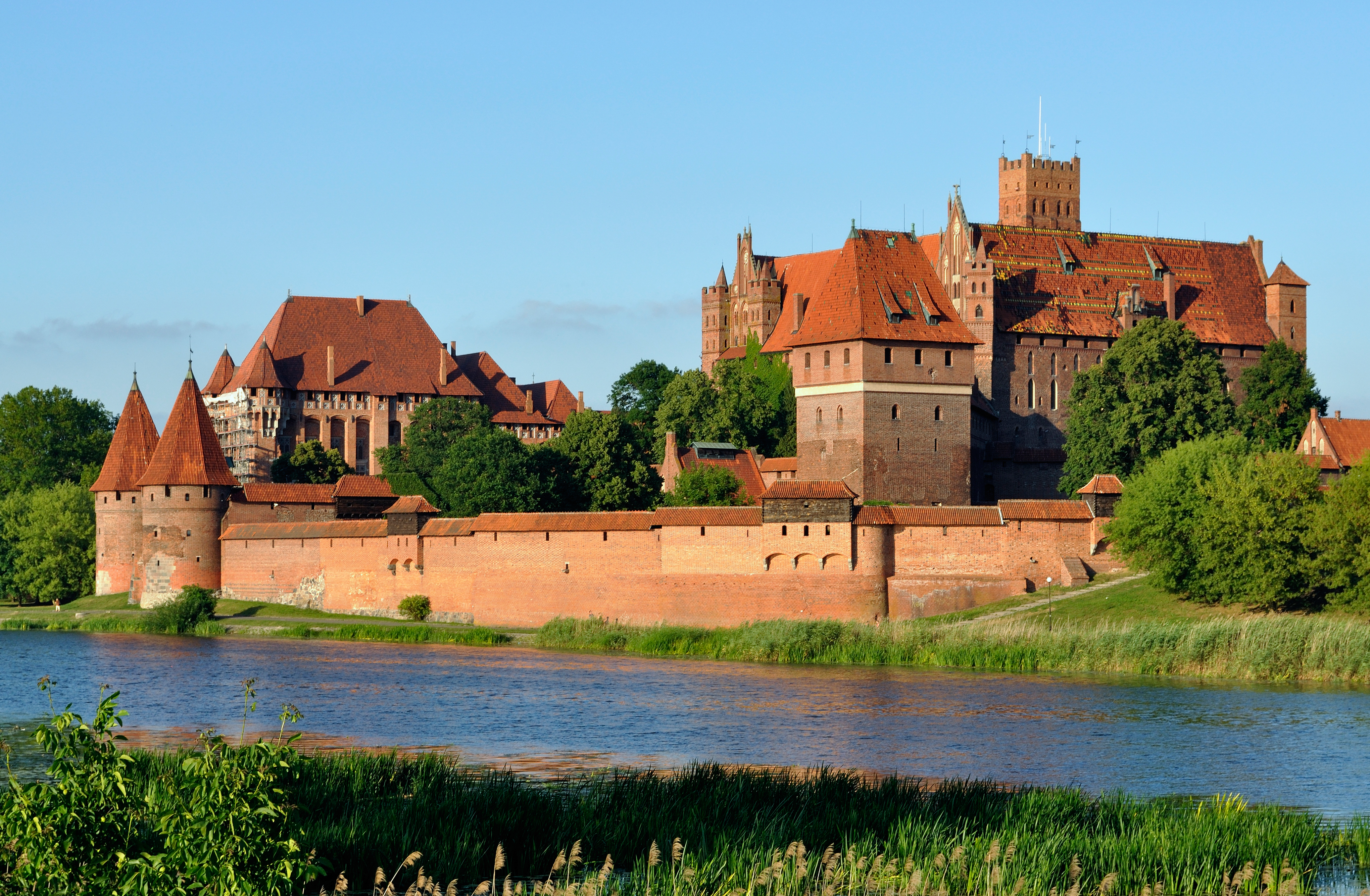
كان المركز السياسي في بروسيا حتى عام 1466 هو حصن ماريانبورغ في ما هو الآن مالبورك ، بولندا

في بداية القرن الثالث عشر، دعا كونراد الأول ، دوق مازوفيا، إلى العديد من الحملات الصليبية وحاول لسنوات غزو بروسيا، لكنه فشل. وهكذا أقام البابا المزيد من الحملات الصليبية. وأخيرًا، دعا الدوق فرسان الجرمان لغزو بروسيا مقابل إقطاع من أرض تشيمنو. تم غزو بروسيا من قبل الفرسان الجرمان (التيوتون) خلال الحملة الصليبية البروسية وقاموا بإدارة المنطقة من خلال دولة النظام التيوتوني، حيث بدأت عملية الجرمنة في المنطقة وتنصيرها.
بعد الحصول على بوميريليا في 1308-1310 ، تم توسيع معنى مصطلح بروسيا ليشمل مناطق غرب نهر فيسطولا.
تأسست مدينة كونجسبرج (كالينينجراد الحديثة) عام 1255 ، وانضمت إلى الرابطة الهانزية عام 1340. تبعتها مدينة دانزيج (غدانسك) عام 1361. ومنذ ذلك الحين كانت بروسيا متصلة بالشبكة التجارية الممتدة في جميع أنحاء بحر الشمال وبحر البلطيق.
مع معاهدة ثورن عام 1446 ، تم تقسيم بروسيا إلى بروسيا الشرقية والغربية. أصبح الجزء الغربي مقاطعة بروسيا الملكية المجاورة لمملكة بولندا ، بينما أصبح الجزء الشرقي من الدولة الرهبانية إقطاعية للكومنولث البولندي الليتواني.
في عام 1492 ، أصبح كتاب حياة القديسة دوروثيا من مونتو، المنشور في مالبورك ، أول مطبوعة في بروسيا.

### العصر الحديث المبكر
خلال الإصلاح البروتستانتي ، حدثت اضطرابات وحروب دينية، وفي عام 1525 ، آخر كبير الرهبان للفرسان التوتيونية، ألبرت فون بروسن ، عضو من عائلة هوهنتسولرن ، تبنى العقيدة اللوثرية، وقام بعلمنة الدولة، وحصل على لقب «دوق بروسيا». في صفقة توسط فيها جزئيا مارتن لوثر ، أصبحت دوقية بروسيا أول دولة بروتستانتية. أصبحت العاصمة الدوقية الجديدة كونيغسبرغ ، الآن كالينينغراد، من خلال إنشاء جامعة ألبرتينا في عام 1544 مركزًا للتعلم والطباعة ليس فقط للثقافة الألمانية السائدة، ولكن أيضًا للمجتمعات البولندية والليتوانية المزدهرة أيضًا. في كونيجسبرغ تم نشر الكتب اللوثرية الأولى باللغات البولندية والليتوانية والبروسية.
انتقلت حكم دوقية بروسيا إلى فرع آل هوهنتسولرن الكبير، مرغريفية براندنبورغ الحاكم في عام 1618 ، وانتهت السيادة البولندية على الدوقية في عام 1657 من خلال معاهدة برومبرغ. و لأن دوقية بروسيا تقع خارج الإمبراطورية الرومانية المقدسة، تمكن فريدريك الأول من تحويل الدوقية إلى مملكة بروسيا في عام 1701. وأصبحت أراضي الدوق السابقة تعرف باسم بروسيا الشرقية.
في بروسيا الملكية ، وكانت منطقة حكم ذاتي تحت حكم ملك بولندا وليتوانيا، كانت اللغة الرسمية لا تزال الألمانية. كان سكانها جزئياً من الكاثوليك البولنديين وجزء من البروتستانت الألمان. كان عدد سكان دانزيغ حوالي 50 ألف نسمة، بينما كان في كراكوف 20 ألف نسمة فقط. كانت تورون وإلبلوغ أيضًا مدنًا نامية.
تم ضم بروسيا الملكية إلى مملكة بروسيا خلال ما يسمى بتقسيم بولندا في أواخر القرن الثامن عشر وإدارتها داخل بروسيا الغربية.

اختفت اللغة البروسية القديمة في الغالب بحلول عام 1700. ربما مات آخر المتحدثين خلال الطاعون والمجاعة التي دمرت بروسيا في 1709 إلى 1711.

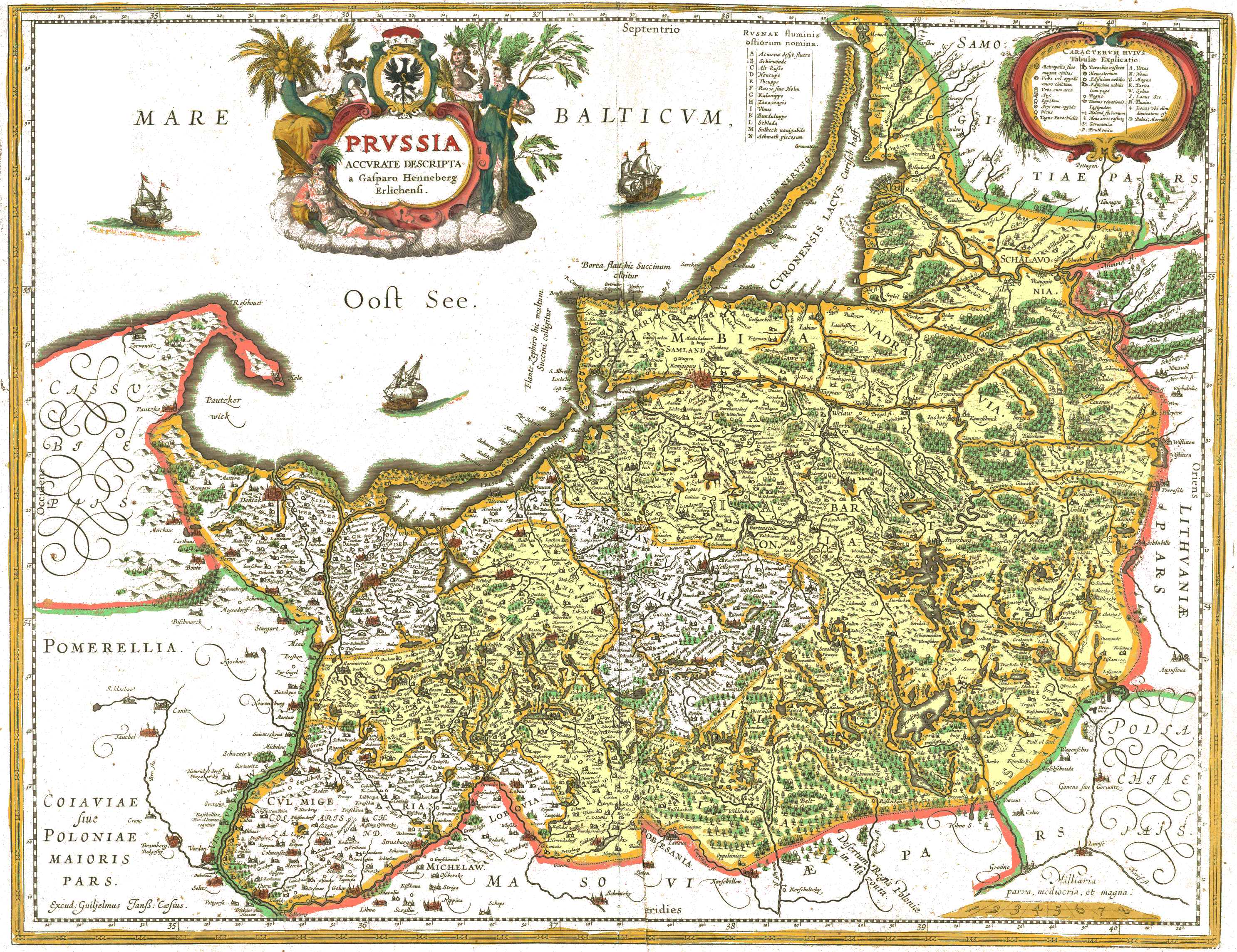
خريطة بواسطة كاسبر هنبرغ ، البينغ : الدوقية البروسية و بروسيا الملكية ، في الأصل بنفس اللون (بالنسبة للدوقية تمت إضافة اللون لاحقًا)
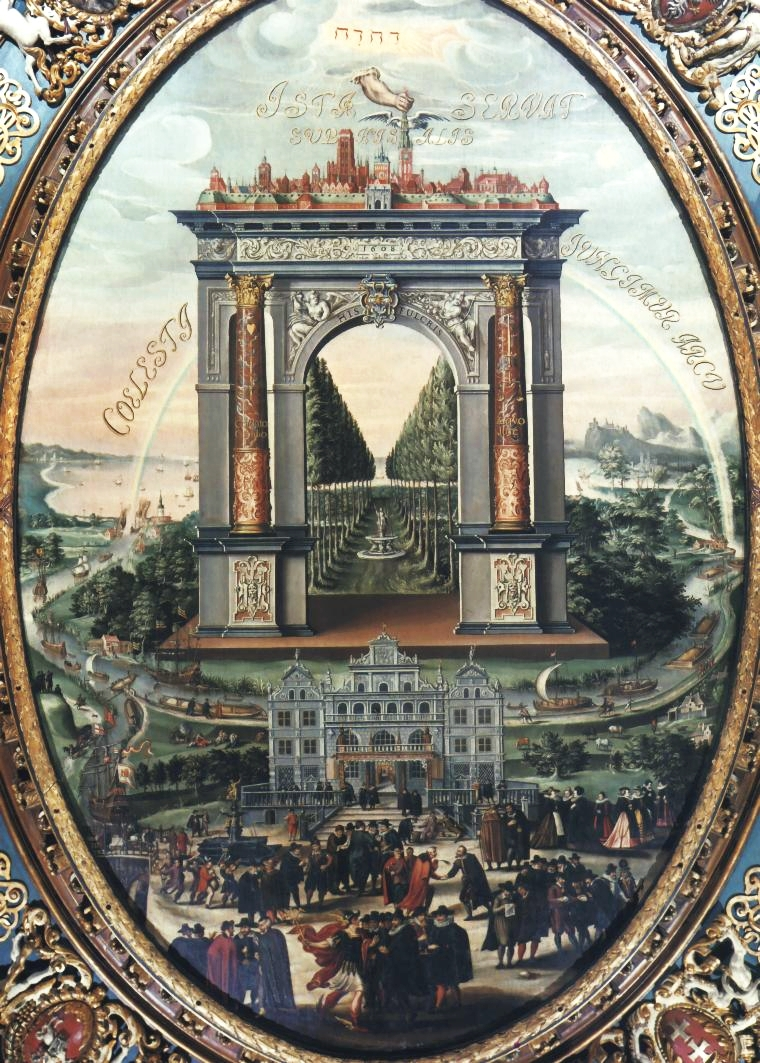
تأليه غدانسك بواسطة إيزاك فان دن بلوك
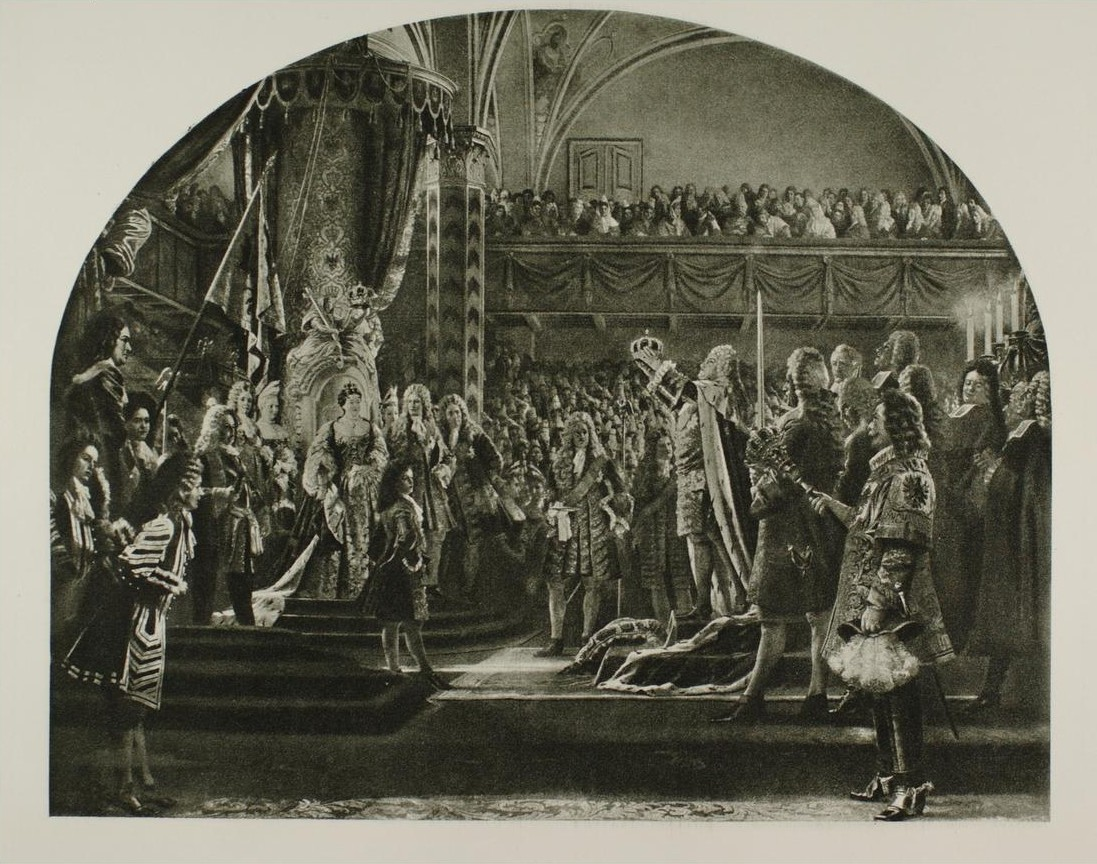
تتويج فريدريك الأول ،ملك لبروسيا ، عام 1701.

### العصر الحديث

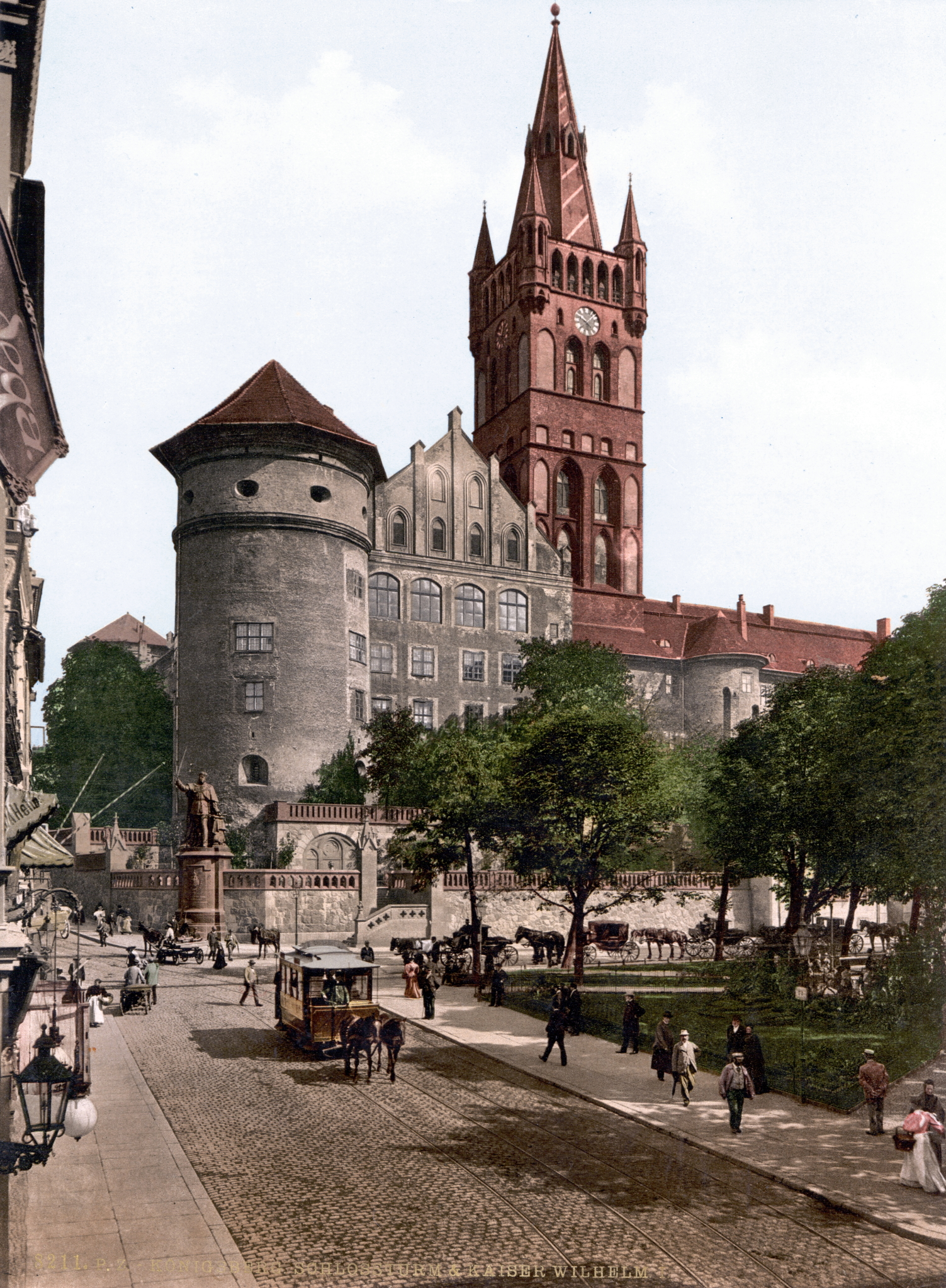
قلعة كونيجسبرج قبل الحرب العالمية الأولى

بعد توحيد منطقة بروسيا إلى مقاطعة واحدة، انقسمت مرة أخرى إلى الغرب والشرق. كما تم إلحاق المنطقة الشمالية من بولندا الكبرى بها. كان سكانها لا يزالون ينقسمون إلى بولنديين وألمان.
على الرغم من أن مملكة بروسيا كانت عضوًا في الاتحاد الألماني من عام 1815 إلى عام 1866 ، لم تكن مقاطعات بوسين وبروسيا جزءًا من ألمانيا حتى إنشاء الإمبراطورية الألمانية في عام 1871 أثناء توحيد ألمانيا.
بموجب معاهدة فرساي ، تم التنازل عن معظم غرب بروسيا التي كانت تنتمي إلى مملكة بروسيا منذ تقسام بولندا إلى الجمهورية البولندية الثانية. أصبحت دانزيغ مدينة حرة تحت حماية عصبة الأمم. استقبلت بروسيا الشرقية بعض مناطق غرب بروسيا السابقة وبقيت داخل جمهورية فايمار الألمانية.
وفقا لمؤتمر بوتسدام في عام 1945 بعد الحرب العالمية الثانية ، تم تقسيم الجزء الألماني من بروسيا بين بولندا والاتحاد السوفيتي. توجد فارميا ومازوريا الآن في بولندا، في حين يشكل شمال شرق بروسيا (باستثناء ميميلاند السابقة التي أصبحت الآن منطقة كلايبيدا في ليتوانيا) منطقة كالينينغراد أوبلاست التابعة للاتحاد الروسي.
اعتبارًا من عام 1944 مع التقدم الغربي للقوات السوفيتية، كان السكان الأصليون الذين يتحدثون الألمانية عرضة للتهجير القسري أو إعادة التعليم الإجباري.